# Pavol Burian
Pavol Burian (maďarsky Burián Pál; 17. března 1844, Pezinok - 18. ledna 1920, Bratislava) byl uherský právník, úředník a publicista. Původem byl šlechticem s přídomkem (z Rajce). Jeho otcem byl právník Ignác Burian (1808 - 1878), matkou Karolína, rozená Kišová. S manželkou Vincencí, rozenou Bačákovou, měl dva syny.

## Život
Po studiu práva působil v soudnictví, nejdříve v Trnavě, od roku 1876 pak v Bratislavě. V roce 1888 byl hlavním slúzným v Senci a v letech 1889 - 1901 v Šintavě. Následně vykonával tuto pozici v Budapešti a Temešváru. Roku 1901 odešel z aktivní služby do důchodu.

## Dílo
Svými básněmi i právnickými, historickými, memoárovými a jinými články přispíval do novin a časopisů (A Jog, Nyugatmagyarországi Hirado). Je autorem díla Visszapillantások (Bratislava, 1904).